# Bereżki (Ukraina)
Bereżki (ukr. Бережки) – wieś na Ukrainie, w obwodzie rówieńskim, w rejonie sarneńskim, w hromadzie Dąbrowica. W 2001 liczyła 1653 mieszkańców, spośród których 1647 wskazało jako ojczysty język ukraiński, 3 rosyjski, 1 mołdawski, a 1 bułgarski.
W okresie międzywojennym wieś znajdowała się w granicach II RP, wchodząc w skład gminy Lubikowicze w powiecie sarneńskim, w województwie wołyńskim.